# Nello Tarchiani
Nello Tarchiani (Roma, 1878 – Pisa, 18 ottobre 1941) è stato un critico d'arte e museologo italiano.

## Biografia
Nato per caso a Roma, da genitori fiorentini, un suo avo era il pittore seicentesco Filippo Tarchiani. Non era ancora laureato all'Istituto di Studi Superiori di Firenze e già collaborava a giornali e a riviste fiorentine. Scrittore attento e prolifico, scrisse su "Il Regno" di Enrico Corradini, sul "Hermes" di Nello Puccioni, sul "Nuovo Giornale", su "Emporium", sulla "Rassegna Nazionale" e su "Dedalo" di Ugo Ojetti, sulla "Nuova antologia di lettere, scienze ed arti", su "La lettura", su "Le vie d'Italia" e sul "Marzocco". Nei primi tempi si interessava particolarmente di arte moderna e contemporanea, poi allargò il suo interesse a temi di arte del Cinquecento e del Seicento, con un occhio anche a particolari temi di storia.

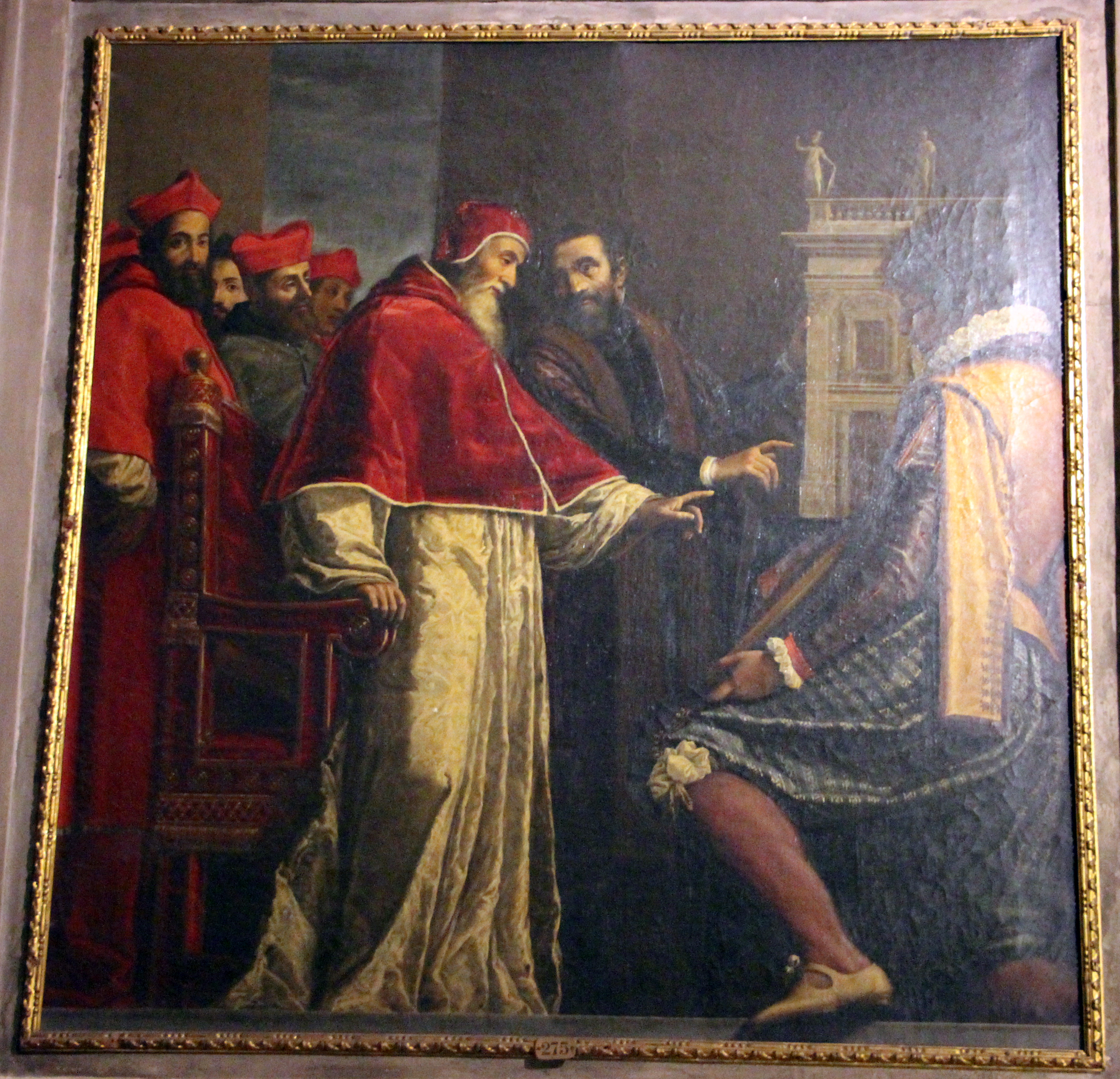
Filippo Tarchiani, Paolo III nello studio di Michelangelo, 1615-17

Entrato nell'amministrazione delle Antichità e Belle Arti, al tempo in cui Corrado Ricci era direttore degli Uffizi, si prese cura della Galleria dell'Accademia e del convento di San Marco e creò una nuova sistemazione all'interno del Museo Topografico Fiorentino, oggi chiamato Museo archeologico nazionale di Firenze. Alla sua Firenze dedicò un volume, più volte ripubblicato, considerato un modello di sobrietà e di chiarezza. Collaborò al volume Toscana del Touring Club Italiano (1904) e per Touring rivide la Guida di Firenze. Per Arte nella montagna toscana collaborò al volume Monti e poggi toscani, edito per il 39º Congresso degli Alpinisti Italiani (1908). Ha creato molte voci di artisti, soprattutto toscani, per l'Enciclopedia Italiana Treccani. In collaborazione con Ugo Ojetti e con Luigi Dami, pubblicò Pittura italiana del Seicento e del Settecento, nel 1924.
Nel 1926 fu nominato Direttore degli Uffizi e nel 1921-1922 curò il trasferimento della Galleria d'arte moderna, da Via Ricasoli al secondo piano di Palazzo Pitti. Nel 1937 fu trasferito alla Soprintendenza di Bari e nel 1940 fu chiamato alla Soprintendenza di Pisa, dove ebbe appena il tempo di arrivare, poiché morì di malattia il 18 ottobre del 1941.

### Mostre organizzate
Mostre d'arte e retrospettive tenute in Firenze e organizzate da Nello Tarchiani: Ritratto italiano (1911), Mostra della pittura italiana del Seicento e del Settecento a Palazzo Pitti (1922), Esposizione Nazionale, Palazzo Pitti (1927), Giardino italiano a Palazzo Vecchio (1931), il Tesoro di Firenze sacra nel convento di San Marco (1932), Settimana del libro antico e raro (1932), Arte italiana al Petit Palais di Parigi (1935), Arte giottesca nella Biblioteca Nazionale di Firenze (1937), Mostra Medicea (1939). In collaborazione con Ugo Ojetti e con Luigi Dami, pubblicò Pittura italiana del Seicento e del Settecento, nel 1924.

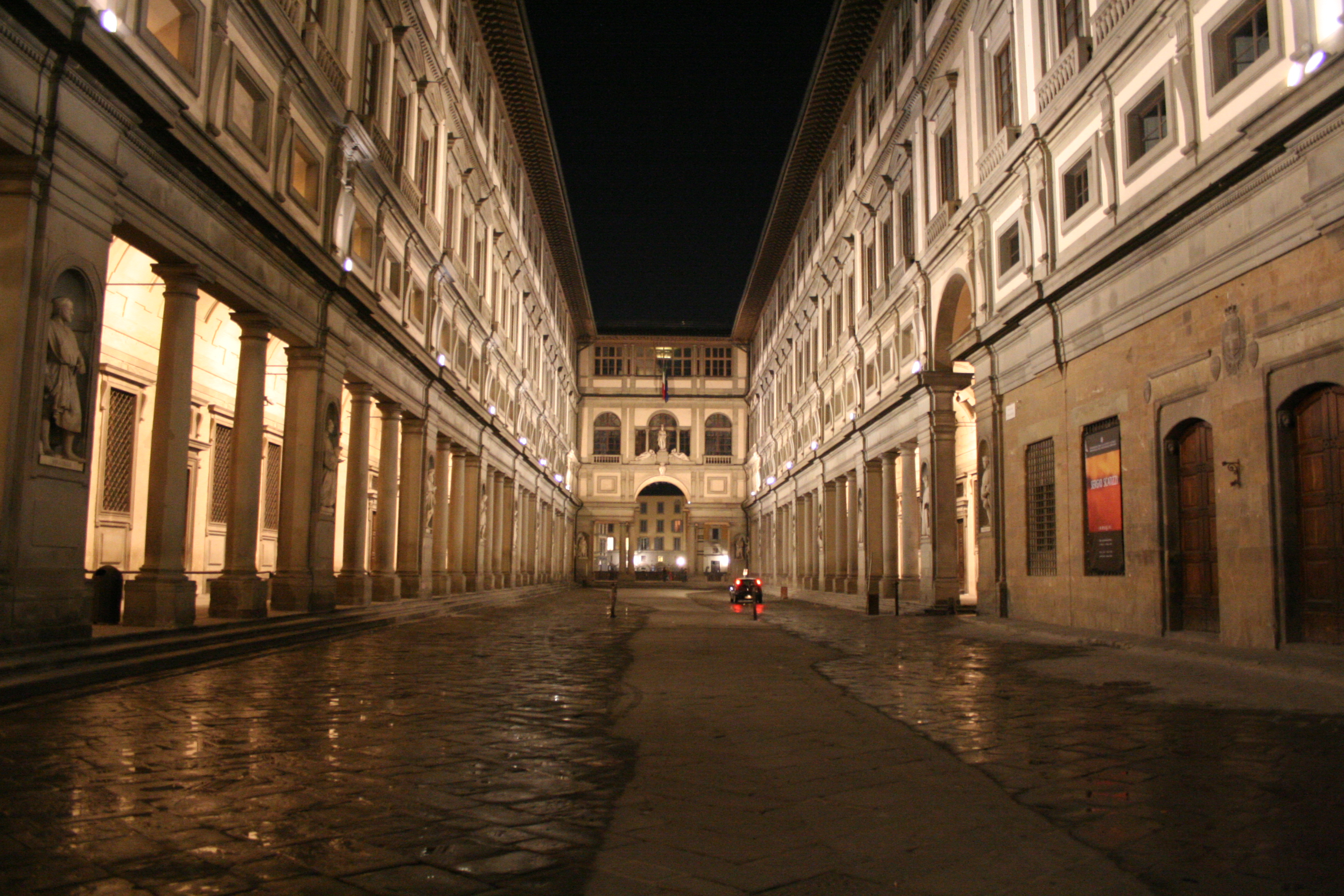
Galleria degli Uffizi

### Altri scritti
- Nello Tarchiani, Raffaello: le logge, Firenze, Istituto di Edizioni Artistiche, 1920, SBN CUB0626775.
- Nello Tarchiani, Raffaello: Le Madonne, Firenze, Istituto di Edizioni Artistiche, 1920, SBN CUB0626776.
- Nello Tarchiani, Raffaello: Le stanze, Firenze, Istituto di Edizioni Artistiche, 1920, SBN CUB0626777.
- Nello Tarchiani, Raffaello: Ritratti e dipinti vari, Firenze, Istituto di Edizioni Artistiche, 1920, SBN CUB0626778.
- Nello Tarchiani, Firenze, 3. ed., Bergamo, Istituto Italiano d'arti grafiche, 1925, SBN AQ10055991. Collezione di monografie illustrate
- Nello Tarchiani, Italia medievale, Bologna, Apollo, 1925, SBN LO10095268.
- Nello Tarchiani, Il palazzo Medici Riccardi e il Museo Mediceo, Firenze, Amministrazione della Provincia, 1930, SBN RML0057846.
- Nello Tarchiani, La galleria degli uffizi a Firenze, Milano, F.lli Treves, 1930, SBN CUB0626771.
- Anton Springer, Corrado Ricci, 5: Dal 1800 ai nostri giorni / dalla nuova edizione tedesca curata da Max Osborn; riveduta e rifatta nella parte italiana da Nello Tarchiani; con prefazione di Corrado Ricci, Bergamo, Istituto Italiano d'Arti Grafiche, 1932, SBN NAP0133152.
- Nello Tarchiani, La scultura italiana dell'Ottocento, Firenze, Novissima enciclopedia monografica illustrata, 1936, SBN VEA0069839.
- Nello Tarchiani, L'architettura italiana dell'Ottocento, Firenze, Novissima enciclopedia monografica illustrata, 1938, SBN VEA0050389.
- Nello Tarchiani, La R. Galleria Pitti in Firenze, Roma, La libreria dello Stato, 1936, 2. ed., SBN UBO0350755.